# Гамзиград
Гамзиград је археолошко налазиште близу Зајечара у источној Србији античке римске царске палате Феликс Ромулијане (лат. Felix Romuliana) које се од 29. јуна 2007. налази на УНЕСКО-вој листи Светске баштине .
Гамзиград је представљао резиденцију римског цара Гаја Валерија Максимијана Галерија (Gaius Valerius Maximianus Galerius; 293–311), зета Диоклецијановог. По мајци Ромули назвао га је Ромулијана (Romuliana). Палата изгледа никада није довршена, а цареви 4. века су велелепни посед препустили хришћанској цркви. Током 5. века палата је разарана од стране варвара, а у 6. век Ромулијану је Јустинијан I обновио у виду пограничне тврђаве. Након најезде Словена крајем 6. века, некадашња царска резиденција је напуштена. Моћан град, на 6,5 ha, са око 20 утврђених кула. Унутар се налазила раскошна палата, два паганска храма, три хришћанске цркве и друге грађевине; подни мозаици се сматрају равнима најбољим остварењима касноантичког доба у Европи.
У близини локалитета налазе се истоимено село и бања топле минералне воде, погодна за лечење реуматизма и кожних болести.

## Истраживања
Први опис и стручну оцену Гамзиграда – Ромулиане дао је барон Хердер, саксонски рударски поглавар, у путопису „Рударски пут по Србији“, 1835. године. После барона Хердера, за Гамзиград се заинтересовао аустријски археолог и путописац Феликс Каниц, који 1860. године обилази ове остатке и оставља нам цртеже зида и околине. Касније о Гамзиграду пишу М. Милићевић (1876.), Ј. Драгашевић (1877.), В. Карић (1887.), Ј. Мишковић (1887.), М. Валтровић (1890.) и С. Мачај (1892.), да би се почетком XX века интересовање за овај јединствени споменик античке цивилизације потпуно угасило. Тек после Другог светског рата обновљено је интересовање за Гамзиград. Већ 1950. године архитекта Ђурђе Бошковић израдио је нову основу гамзиградских бедема, назначио положај најзначајнијих грађевина унутар њих и истакао потребу да се овај важан касноантички споменик заштити и истражи.
Археолошка истраживања, започета 1953. године, показала су да у оквиру гамзиградских бедема постоји неколико палата и храмова, који најречитије говоре о значају и намени Гамзиграда. Од 1970. године, кад је руковођење радовима у Гамзиграду преузео свјетски признати археолог др. Драгослав Срејовић (1931–1996), Гамзиград се све чешће помиње као палата неке истакнуте личности римског царства из 3. века, или чак као палата једног цара из тог периода и упоређује са царским палатама у Сплиту, Солуну, Малој Азији и на Сицилији. Међутим, недостатак писаних споменика онемогућило је да се ближе одреди време настанка насеља, као и да се сазна име императора и антички назив насеља. Све дилеме биле су разрешене открићем натписа, 23. јуна 1984. године. На фрагменту архиволте исклесан је натпис Felix Romuliana (Срећна Ромулијана), назив резиденције римског цара Гаја Галерија Валерија Максимијана (297–311). Изградња почела две године након почетка градње Диоклецијанове палате у Сплиту (295–305). Резиденцију изградио Диоклецијан као реплику познате Диоклецијанове палате. Наменио је зету Гају Галерију Валерију Максимилијану.
На основу археолошких налазишта Гамзиград се сагледава у шест периода:
- као праисторијско насеље из II и I миленијума п. н. е.;
- као римско пољско насеље (villa rustica) из II века н. е.;
- као римски дворац с краја III и почетка IV века;
- као црквено добро из IV и V века;
- као рановизантијско насеље V–VII века;
- као средњовековни град (XI век) и
- као привремено склониште у време турских освајања у XIV и XV веку.

Трагови боравка првих становника Гамзиграда откривени су северно од бедема као и унутар насеља у насутој земљи. Од налаза имамо: камене секире из периода III миленијума п. н. е. (млађе камено доба и почетак неолита), затим уломке грнчарије из позног бронзаног доба (друга половина II миленијума п. н. е.), уломке грнчарије и бронзаног накита из периода старијег гвозденог доба. У V и IV веку п. н. е. Трибали оснивају своје насеље унутар гамзиградског бедема, које није дуготрајно, тако да је Гамзиград током IV века п. н. е. напуштен.
Како на подручју Црне реке (Црног Тимока) нису откривени археолошки споменици из последњих столећа старе ере, неизвесно је које су становништво Римљани затекли у овој области. Могуће је да су овде, уз проређене и ослабљене трибалске заједнице живеле и групе Меза и Скордиска.
Почетком 3. века наше ере у јужном делу Гамзиграда саграђено је велико пољско имање (villa rustica), а на оближњим површинама су нађени остаци напуштених зграда за које се сматра да су служиле за чување пољопривредних производа и стада (оставе и штале).
Крајем 3. и почетком 4. века, на простору око 6.5 ha, са димензијама 240x190 m, изграђене су две готово паралелне фортификације и уграђене унутар њих: палате, храмови, грађевине за смештај војске и гостију, магацини и остале грађевине. Средином 4. века Гамзиград је опустео, да би после 380. године поново оживео. У 5. веку Гамзиград је страдао у нередима изазваним најездом Хуна 441. године. Убрзо после тих нереда је обновљен, али скромно, без значајнијих градитељ сних подухвата. Интензивна изградња настаје половином 6. века. Зграде подигнуте у овом периоду попаљене су и порушене најездом Авара, који су 585/6. године освојили градове у приобалној Дакији. Око 615. године Гамзиград је напуштен, да би тек после 971. године или у првој деценији 11. века, после освајања од стране Византије, 1002. године, био поново насељен. Гамзиград је коначно напуштен у другој половини 11. века и више није никад обновљен. Из раздобља 14. и 15. века имамо неколико налаза на основу којих можемо претпоставити да су рушевине Гамзиграда у време турских освајања послужиле као привремено склониште.
Откривањем натписа FELIX ROMULIANA, 1984. године, коначно је разрешена загонетка Гамзиграда. За правом истином о Гамзиграду трагало се близу 150 година. Садржај натписа је целовит назив места које се помиње у два историјска извора, у делу непознатог писца из око 360. године, у Епитомама Аурелија Виктора, и у Прокопијевом спису „О грађевинама“ (De aedificiis), насталом између 553. и 555. године. У Епитомама садржан је податак да је римски император Галерије рођен у Приобалској Дакији, где је и сахрањен, и то у месту Ромулијануму, које је назвао по имену мајке Ромуле. У Прокопијевом делу, међу кастелима које је Јустинијан обновио у области града Акве, помиње се и Ромулијана. То значи да је назив места у коме је рођен и сахрањен Галерије посведочен у три облика, и то као Феликс Ромулијана (на натпису из 306. - 311. године), као Ромулијана (око 360. године) и као Ромулијана (око 555. године).
Више података о Галеријевој градитељској делатности даје Лактанције у спису „О смрти прогониоца“. Описујући сложене прилике у Царству у 306. години Лактанције саопштава да је Галерије већ тада одлучио да 312. године, пошто прослави двадесетогодишњицу владавине, уступи власт Лицинију, Северу, Максимину и Кандидијану, и да од тада живи у безбедности и миру, у заклону неосвојивих зидина. Одлука коју је донео подразумева почетак изградње резиденције 306. године и одређује 312. годину као термин окончања те изградње.
Галерије је рођен негде око 250. године, од мајке варварке која је 245. године, испред налета Карпа, побегла са леве обале Дунава у Приобалну Дакију и удала се за чувара стоке, због чега је касније Галерије добио надимак Арментарије (лат. Armentarius, Говедар), надимак који га је пратио и када је постао император. Истакаo се као храбар војник у Аурелијановим и Пробовим јединицама, па га је запазио Диоклецијан, који га је усинио и прогласио за цезара, а касније му дао за жену своју кћерку Валерију. Када су 305. године, после повлачења с власти Диоклецијана и Максимијана, Галерије и Констанције I Хлор постали августи, требало је да заједно владају двадесет година, после чега би, по Диоклецијановом политичком програму успостављања тетрархије (четворовлашћа), уступили титулу и власт цезарима, Северу и Максимину. Међутим 306. године Констанције Хлор изненада умире у Британији и Галерије постаје први поглавар Римске Империје.
Као што је поменуто, Галерије је намеравао да, после повлачења са власти, у завичају проведе „мирну старост“, али је 311. године, на путу за Софију, умро. Према Лактанцију, Галеријево тело, унакажено тешком болешћу, спаљено је у Софији, док Аурелије Виктор тврди да је Галерије сахрањен у Ромулијани. На основу овог другог податка, претпостављало се да је император сахрањен у храму – маузолеју у централном делу насеља, али се приликом археолошких истраживања није наишло на трагове укопа. Данас је извесно да су Галерије и његова мајка Ромула сахрањени у близини Ромулијане, брду на локалитету „Магура“. Овде су откривене две зидане гробнице - маузолеја, богато украшене архитектонском пластиком, и две хумке са ломачама на којима су извршена спаљивања и апотеозе императора и његове мајке.

## Легенда
Легенда о настанку Гамзиграда (Србија), Костолца (Србија), Видина (Бугарска) и Куле (Бугарска) је део усмене традиције у источној Србији али и суседној Бугарској. Веома је популарна и присутна у свакодневном животу народа у овим крајевима. Она представља вид обичајне и друштвене праксе као и комуникације.
Легенда се јавља и под именом: „Браћа и сестре зидају градове“. Њена посебна вредност је што јасно указује на вековну сарадњу у овом региону.
Легенда каже:
Давно, пре много векова, живели су у Бугарској, у богатој властелинској породици, два брата и две сестре: Гамзо, Коста, Вида и Кула. Када су им родитељи преминули, иза њих су остале велике територије, које су наследили браћа и сестре. Због тога је међу њима стално долазило до жучних породичних расправа и никако се нису могли заједнички договорити како да живе у миру и слози и како да међу собом поделе територије које су поседовали. Свако од њих је тврдио да је он у праву и да њему треба да припадне већи део породичног поседа. Нико од њихових рођака није успевао да их саветима умири и створи неку слогу како би живели заједно без свађа и расправа. Њихова свакодневна вика и галама је била толико бучна да се често чула чак до неба.
После извесног времена, једног дана су ипак успели да се на миран начин договоре како да изгладе све неспоразуме око наследства и територија. Донели су заједничку одлуку да свако од њих четворо сазида за себе посебан град и живи сам у њему, како више не би било трвења и несугласица међу њима. Оно што је договорено, врло брзо је и урађено. Одмах након постигнутог договора приступило се послу и зидању нових насеља. И тако је Коста саградио свој град који је по њему добио име Костолац, Кула је саградила град Кулу, најмлађа и најпаметнија, Вида, сазидала је Видин, а најстарији брат, Гамзо, саградио је велелепни дворац по имену Гамзиград.
Након срећног завршетка изградње свих ових места, међу до тада завађеном браћом и сестрама завладао је мир и слога, а њихове градове су одмах почели да насељавају људи из ближих и даљих крајева.

## Галерија
- Гамзиград 1986. године
- Гамзиград 1994. године

Експонати у Народном музеју Зајечар (избор)